# Lisa Lazarus
 (mai 2011).
Si vous disposez d'ouvrages ou d'articles de référence ou si vous connaissez des sites web de qualité traitant du thème abordé ici, merci de compléter l'article en donnant les références utiles à sa vérifiabilité et en les liant à la section « Notes et références ».
Pour les articles homonymes, voir Lazarus.
Lisa Lazarus née en novembre 1987 est un mannequin et une actrice britannique.

## Biographie
Lisa Lazarus a grandi à Swansea, au sud du Pays de Galles, et a étudié la radiologie à l'Université du Hertfordshire en Angleterre.
En 2004, elle a été élue Miss Llanelli à l'âge de 22 ans.
En 2005, elle a été finaliste au concours Miss Pays de Galles qui a eu lieu à Cardiff. Grâce à ce succès, elle devient l'heureuse gagnante du titre de Miss Bikini, en Grande-Bretagne.
En 2008, Lisa a été élue Miss Univers Royaume-Uni pour représenter son pays aux concours de Miss Univers 2008. Grâce à son titre de Miss, elle devient ambassadrice de la Fondation Joshua. L'organisme de bienfaisance a pour but de lever des fonds pour offrir des vacances et des expériences à des enfants atteints d'un cancer en phase terminale et à leurs familles.
En 2010, elle est élue Miss Talent Expo 2010, pour qualification à l'élection de Miss Angleterre 2010.

## Filmographie

### Actrice

#### Cinéma
- 2010 : Veer d'Anil Sharma : Angela

#### Courts-métrages
- 2010 : Milksops

### Scénariste

#### Séries télévisées
- 1982 : Pour l'amour du risque